# 이탈리아의 경제 기적

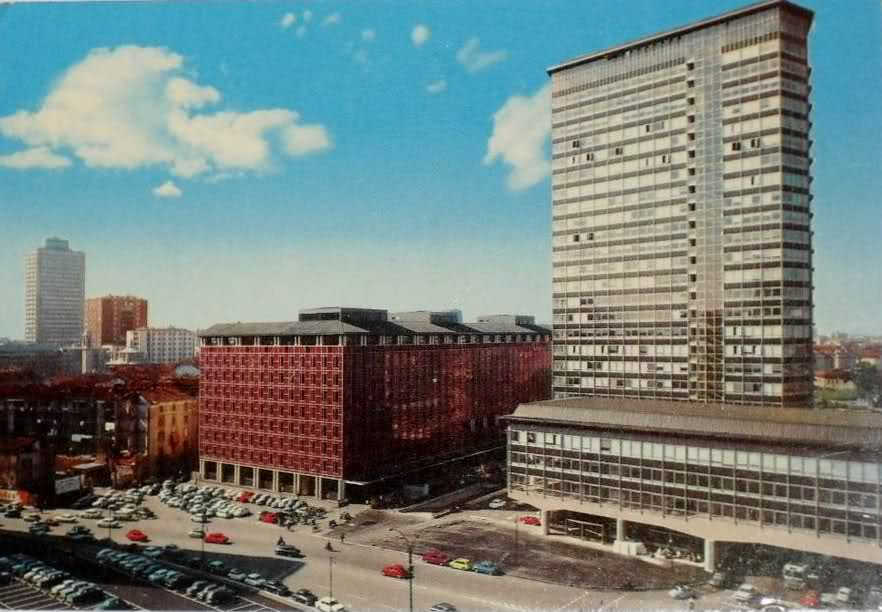
다운타운 밀라노

이탈리아의 경제 기적 또는 이탈리아의 경제 호황(이탈리아어: il miracoloeconomico italiano 또는 il boomeconomico italiano)은 역사가, 경제학자, 대중 매체가 제2차 세계 대전 이후 이탈리아에서 장기간에 걸쳐 강력한 경제성장을 이룬 기간을 가리키는 용어이다. 1960년대 후반, 특히 1958년부터 1963년까지. 이탈리아 역사의 이 단계는 국가의 경제적, 사회적 발전의 초석일 뿐만 아니라 가난한 시골 국가에서 글로벌 산업 강국으로 성장한 동시에 이탈리아 사회와 문화에 중대한 변화가 일어난 시기이기도 한다. 한 역사가가 요약한 바와 같이, 1970년대 말에는 "사회 보장 범위가 포괄적이고 상대적으로 관대해졌다. 인구 대다수의 물질적 생활 수준이 크게 향상되었다."

## 같이 보기
- 고도경제성장
- 달콤한 인생 (1960년 영화)
- 전후 경제호황
- 라인강의 기적
- 납의 시대